# Station Leiden Lammenschans
Station Leiden Lammenschans is een spoorwegstation in het zuiden van de Nederlandse stad Leiden, gelegen aan de spoorlijn Woerden - Leiden. Het hooggelegen station met één spoor werd geopend op 18 mei 1961.
Het station, een ontwerp van architect Koen van der Gaast, had eerder een aparte kaartverkoop met een stationsloket en een eenvoudige wachtruimte. Na enkele jaren van leegstand wordt deze ruimte nu verhuurd aan een koffie- en broodjeszaak. De kaartverkoop vindt plaats met behulp van twee automaten.

## Naam
Het station ligt aan het Kamerlingh Onnesplein, naast het spoorviaduct over de Lammenschansweg. Deze is vernoemd naar de Schans Lammen, een Spaans legerkamp tijdens het Beleg van Leiden. De naam is waarschijnlijk vooral blijven voortleven dankzij het verhaal van de weesjongen Cornelis Joppenszoon die op 3 oktober 1574 als eerste ontdekte dat de Spanjaarden de schans hadden verlaten. Voor het station staat dan ook een klein standbeeld van Cornelis Joppensz met een buitgemaakte ketel hutspot in de hand, vervaardigd door de beeldhouwer Oswald Wenckebach. De schans lag bij de tegenwoordige Lammebrug, een stuk zuidelijker dan het huidige station.

## Omgeving
Op het stationsplein zijn een kleine bewaakte fietsenstalling, een onbewaakte fietsenstalling, een ijsstalletje en bushaltes aanwezig. Aan de noordzijde ligt een woonwijk met rijtjeshuizen uit de jaren 1930. Aan de andere zijde van het spoor lag een industrieterrein met enkele bedrijven en winkels. Dit gebied is in ontwikkeling voor bewoning in hoogbouw. 
Veel scholieren en forenzen maken gebruik van dit station. In 2008-2010 is ten behoeve van ROC Leiden een groot onderwijspand gebouwd (sinds 2017 in gebruik bij mboRijnland) dat als eerste nieuwbouw vele malen groter en hoger was dan de gebouwen in de nabije omgeving, waardoor het aangezicht van het station sterk veranderd is. 
Oorspronkelijk lag de spoorlijn op maaiveldniveau. De dubbelsporige trambaan van de Blauwe Tram naar Den Haag kruiste hier de spoorlijn met een haakse kruising. Na het omhoog brengen van de spoorlijn reed de tram dus onder de spoorlijn door. Dat was echter van korte duur doordat de tram in november 1961 werd opgeheven.

## Afbeeldingen

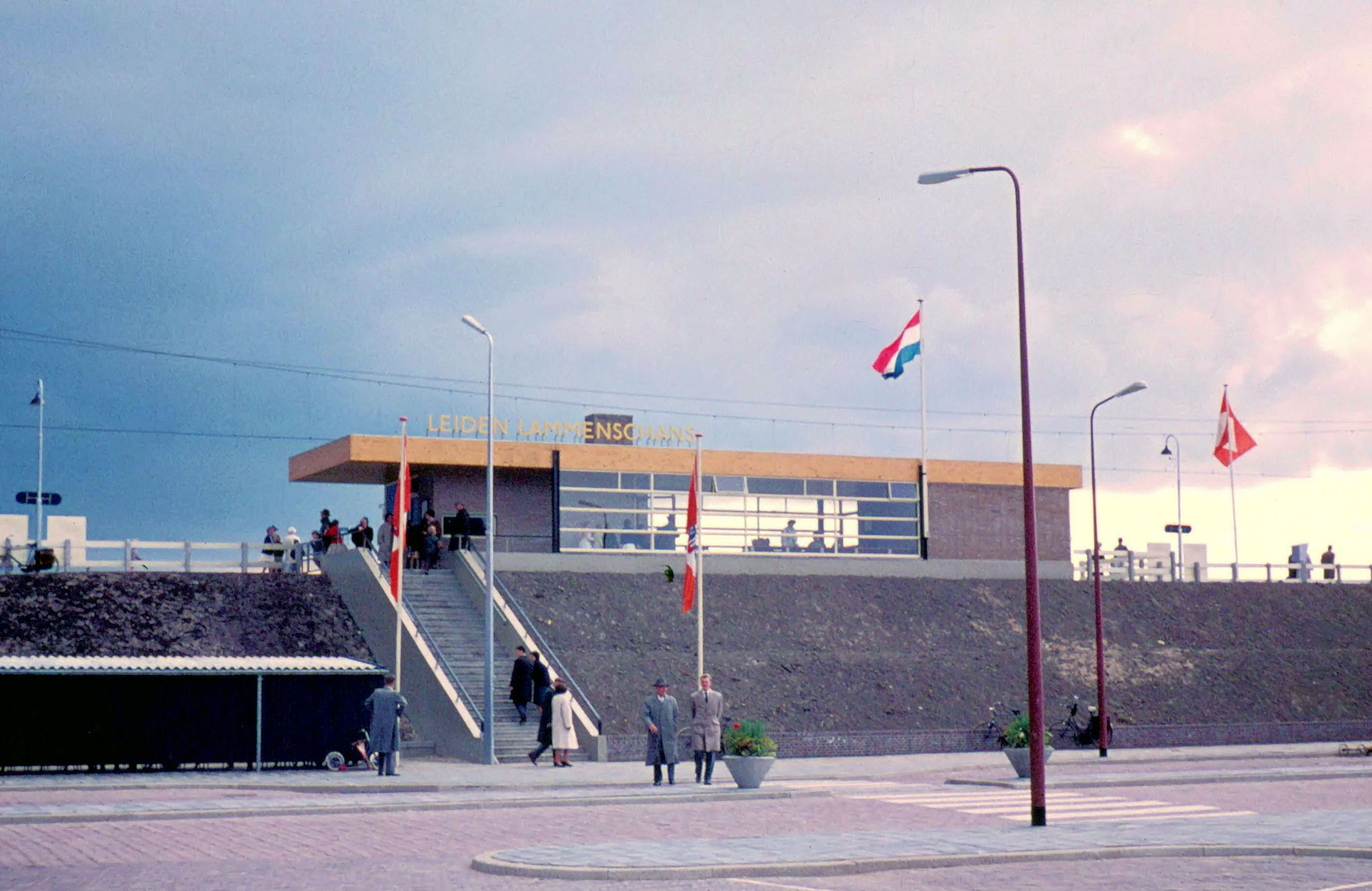
Station Lammenschans in 1961
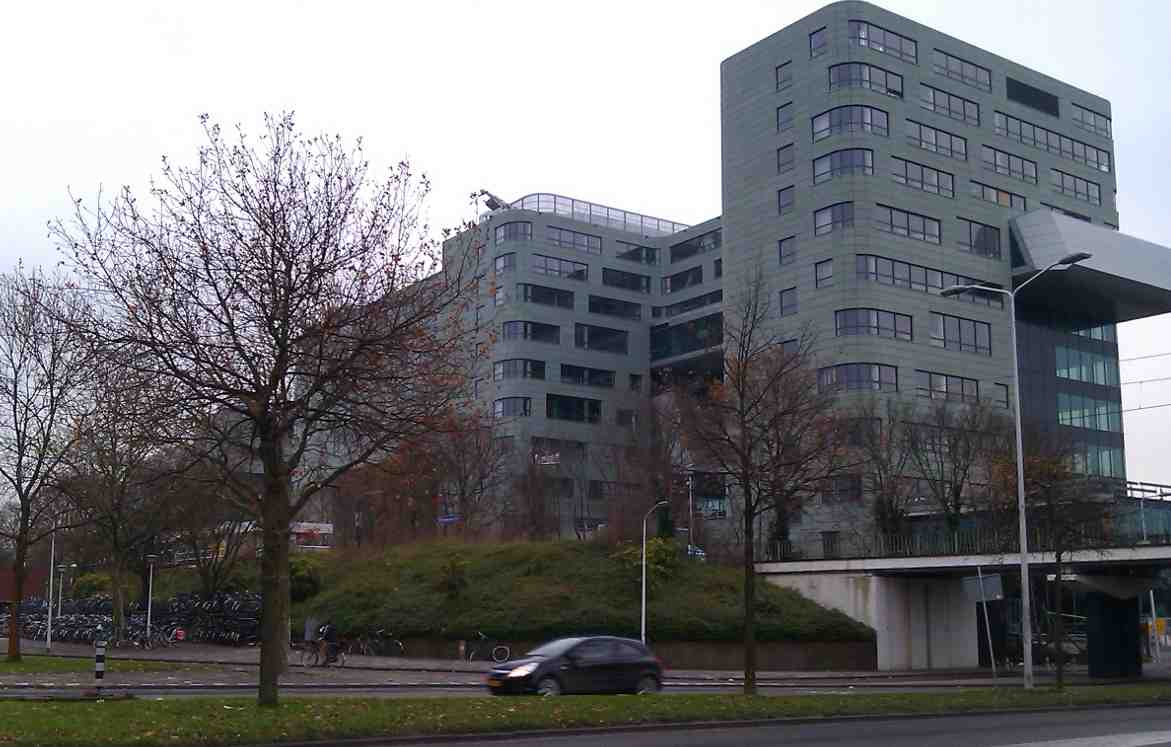
Skyline in 2010
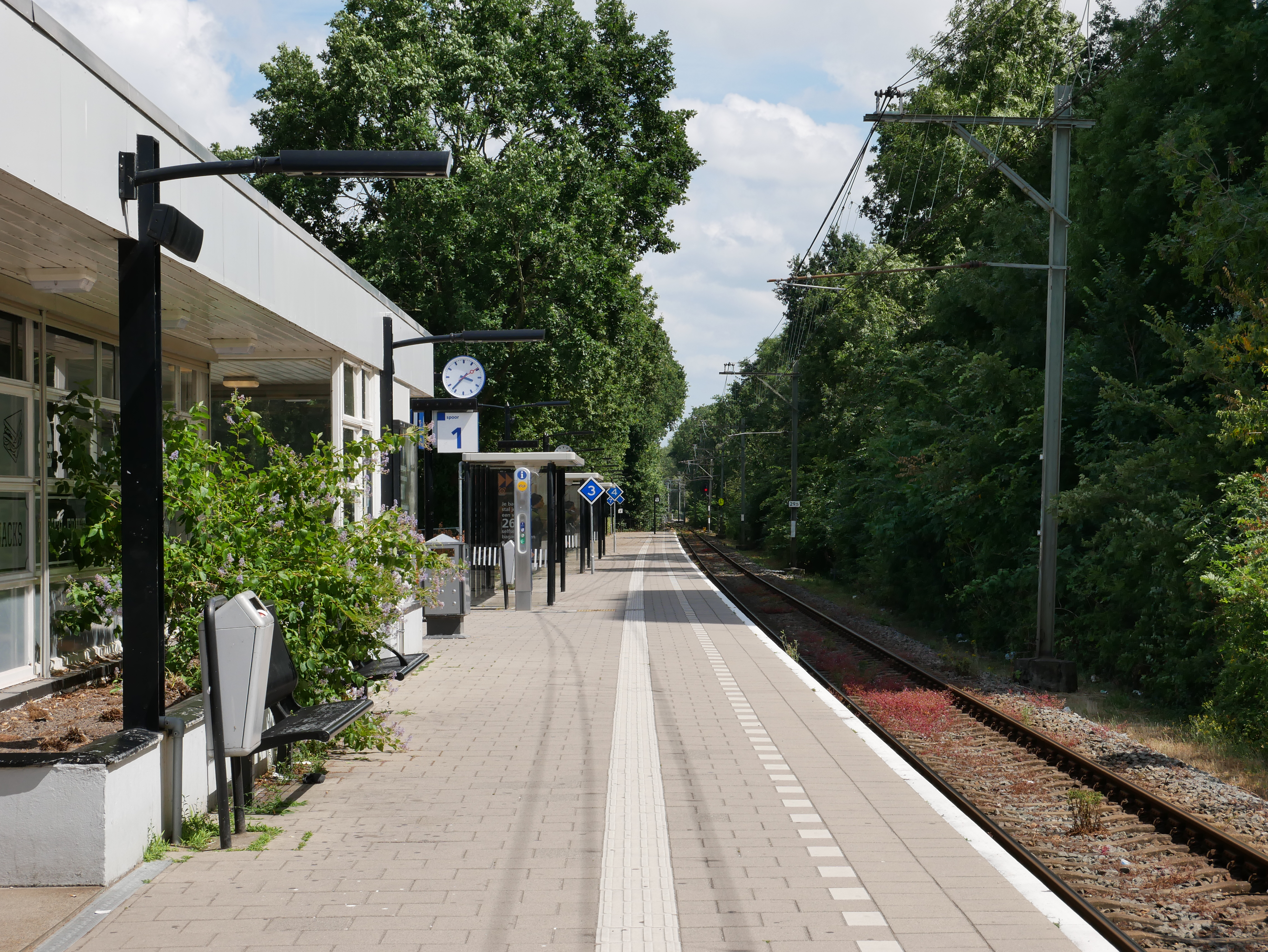
Perron
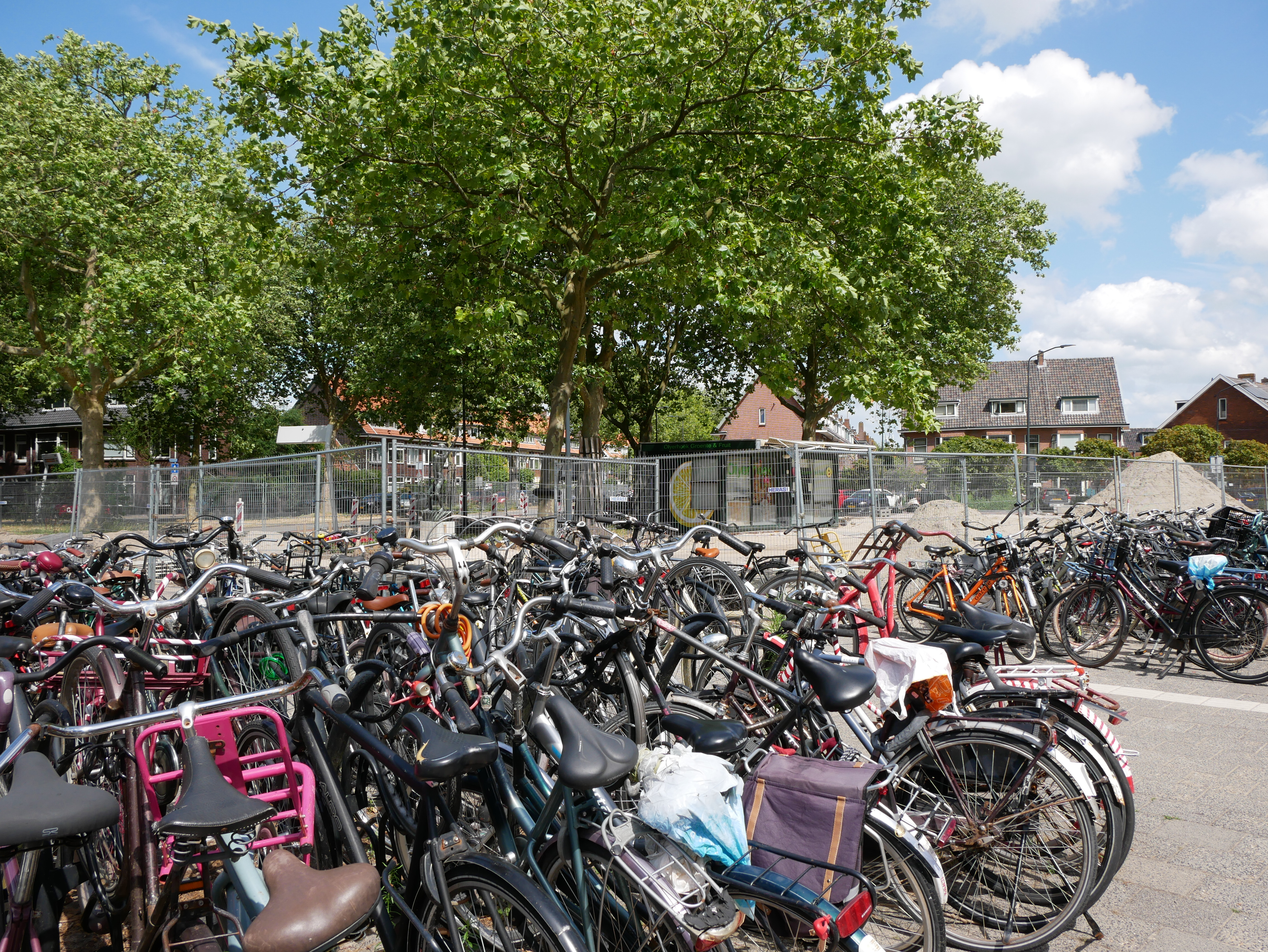
Tijdelijke fietsenstalling tijdens herinrichting in 2023
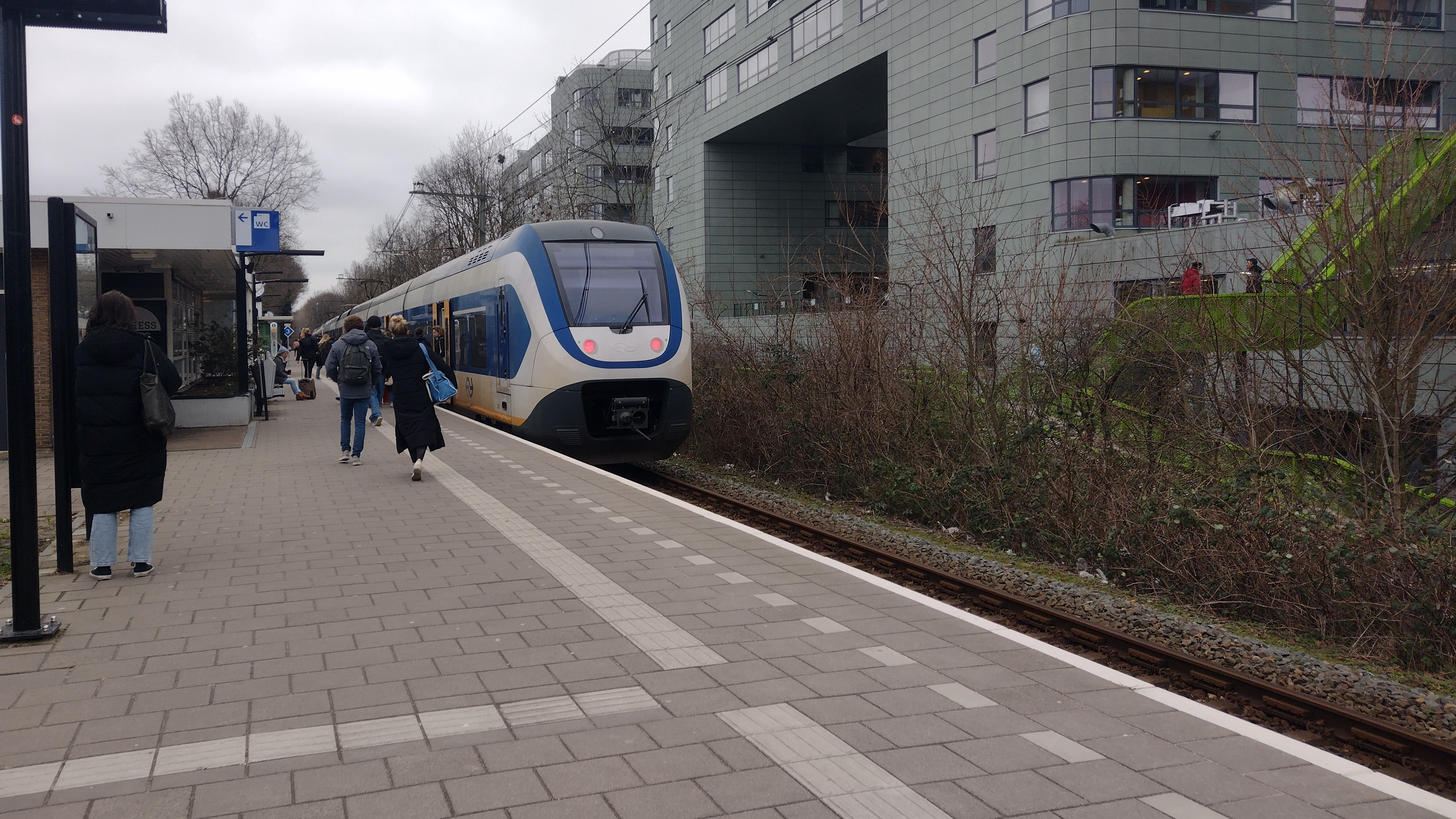
Sprinter Lighttrain op het station
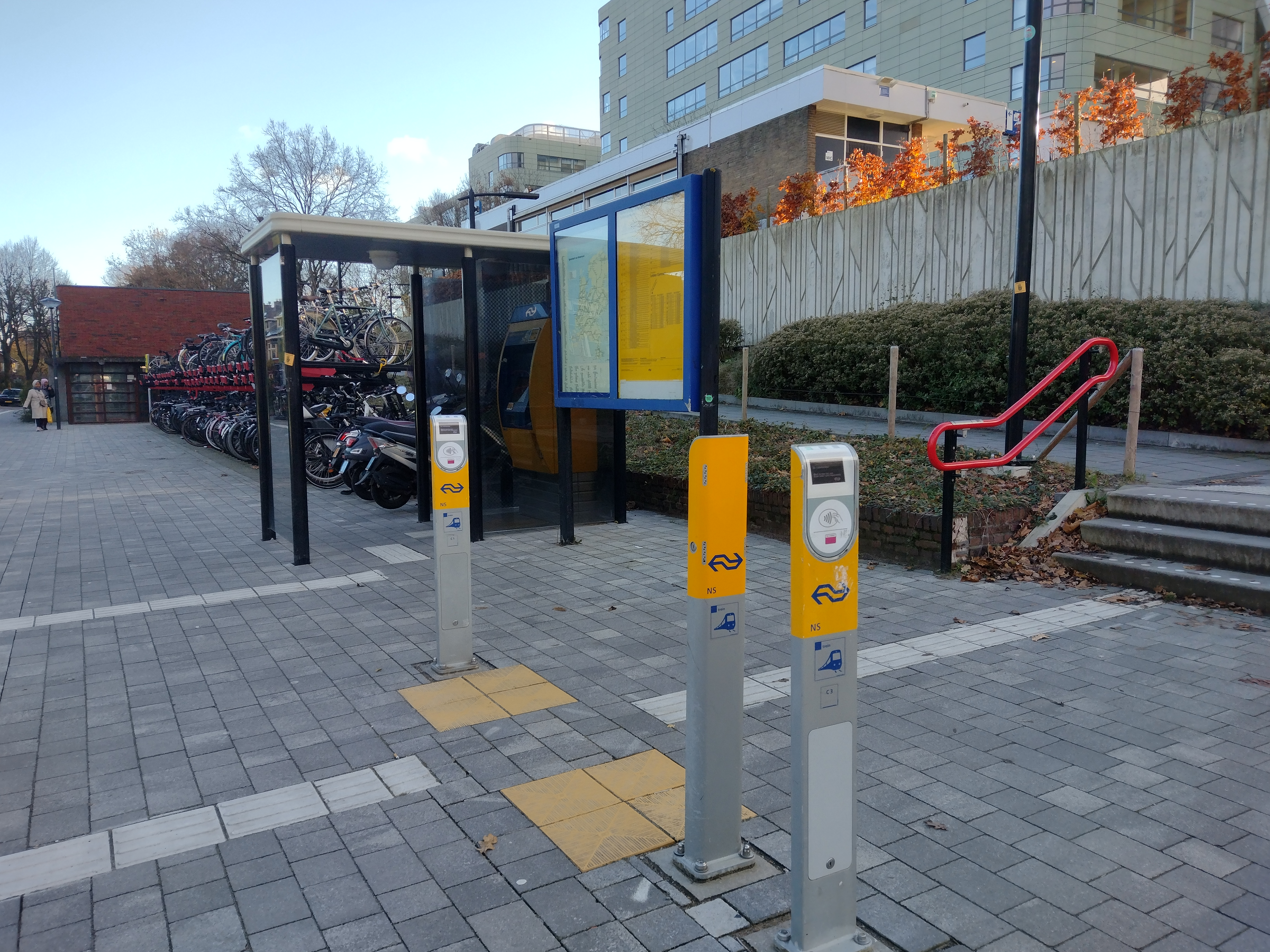
OV-chipkaartpaaltjes

## Treinen
Het station wordt in de dienstregeling 2025 door de volgende treinseries bediend:
| Serie | Treinsoort    | Route | Bijzonderheden |
| ----- | ------------- | --- | --- |
| 6700  | Sprinter (NS) | Leiden Centraal – Leiden Lammenschans – Alphen a/d Rijn – Woerden – Utrecht Centraal – Geldermalsen – Tiel             | Rijdt alleen na 18:00 uur en van vrijdag t/m zondag. Rijdt non-stop tussen Woerden en Utrecht Centraal. |
| 8800  | Sprinter (NS) | Leiden Centraal – Leiden Lammenschans – Alphen a/d Rijn – Woerden – Utrecht Centraal – Geldermalsen – 's-Hertogenbosch | Rijdt alleen van maandag t/m donderdag tot 18:00 uur. Rijdt non-stop tussen Woerden en Utrecht Centraal.                                                                                                   |
| 8900  | Sprinter (NS) | (Leiden Centraal – Leiden Lammenschans – Alphen a/d Rijn – )Woerden – Utrecht Centraal                                 | Rijdt niet in het weekend en na 20.00 uur. Rijdt alleen van maandag t/m vrijdag in de spitsuren van/naar Leiden Centraal en vormt dan tussen Leiden Centraal en Woerden een kwartierdienst met serie 8800. |

## Buslijnen
Alle bussen die op dit station stoppen worden geëxploiteerd door Qbuzz, behalve lijn 45 die door EBS wordt geëxploiteerd. De volgende buslijnen stoppen op station Leiden Lammenschans:
| Lijn | Soort     | Route                                                 | Via | Opmerkingen |
| ---- | --------- | ----------------------------------------------------- | --- | ----------- |
| 1    | stadsBuzz | Station De Vink - Leiderdorp, Leyhof                  | Stevenshof, Centraal Station, Station Lammenschans                                                                                 |             |
| 2    | stadsBuzz | Station De Vink - Leiderdorp, Oranjewijk              | Stevenshof, Centraal Station, Breestraat, Station Lammenschans, Leiderdorp, Alrijne Ziekenhuis                                     |             |
| 4    | stadsBuzz | Station De Vink - Leiden, Merenwijk                   | Fortuinwijk, Station Lammenschans, Breestraat, Centraal Station, LUMC, Groenoord                                                   |             |
| 45   | Streekbus | Den Haag, Centraal Station - Leiden, Centraal Station | Beatrixkwartier/Bezuidenhout, Voorburg (Station, Station Leidschendam-Voorburg), GGZ Haagstreek, Voorschoten, Station Lammenschans |             |
| 400  | R-net     | Zoetermeer, Centrum-West - Noordwijk, ESA ESTEC       | Stompwijk, Zoeterwoude, Station Lammenschans, Centraal Station, Oegstgeest, Valkenburg, Katwijk aan den Rijn, Katwijk-Noord        |             |
| 401  | R-net     | Zoetermeer, Centrum-West - Katwijk, Boulevard-Zuid    | Stompwijk, Zoeterwoude, Station Lammenschans, Centraal Station, Oegstgeest, Valkenburg, Katwijk aan den Rijn                       |             |

## Ontwikkeling aantal reizigers
Het aantal door NS vervoerde reizigers (per gemiddelde werkdag) ontwikkelde zich sedert 2019 als volgt:
| Jaar | Aantal reizigers |
| ---- | ---------------- |
| 2019 | 4.836            |
| 2020 | 2.168            |
| 2021 | 2.544            |
| 2022 | 3.847            |
| 2023 | 4.636            |
| 2024 | 4.535            |

0,0: Woerden ·
3,7: Waarder ·
9,2: Bodegraven ·
12,4: Zwammerdam ·
17,4: Alphen a/d Rijn ·
22,4: Hazerswoude-Koudekerk ·
26,8: Zoeterwoude ·
30,0: Leiden Lammenschans ·
31,5: Leiden Witte Poort ·
32,5: Leiden Centraal
Alphen a/d Rijn ·
Arkel · 
Barendrecht · 
Bodegraven · 
Boskoop · 
-Snijdelwijk · 
Boven Hardinxveld · 
Capelle Schollevaar · 
De Vink · 
Delft · 
-Campus · 
Den Haag:
-Centraal · 
-HS ·
-Laan van NOI · 
-Mariahoeve · 
-Moerwijk · 
-Ypenburg · 
Dordrecht · 
-Stadspolders ·
-Zuid ·
Gorinchem · 
Gouda · 
-Goverwelle · 
Hardinxveld:
-Blauwe Zoom · 
-Giessendam · 
Hillegom · 
Lansingerland-Zoetermeer · 
Leiden:
-Centraal · 
-Lammenschans · 
Nieuwerkerk a/d IJssel · 
Rijswijk · 
Rotterdam:
-Alexander · 
-Blaak · 
-Centraal · 
-Lombardijen · 
-Noord · 
-Stadion · 
-Zuid · 
Sassenheim · 
Schiedam Centrum · 
Sliedrecht · 
-Baanhoek · 
Voorburg · 
Voorhout · 
Voorschoten ·
Waddinxveen · 
-Noord ·
-Triangel ·
Zoetermeer · 
-Oost · 
Zwijndrecht
Geplande stations:
Gorinchem Noord · Hazerswoude-Koudekerk · Schiedam Kethel
Voormalige stations: zie de lijst van voormalige spoorwegstations in Zuid-Holland